# Peter Rzehak
Peter Rzehak (né le 8 février 1970) est un ancien skieur alpin autrichien spécialiste des épreuves de vitesse.

## Palmarès

### Coupe du Monde
Peter Rzehak participe à douze saisons de Coupe du Monde entre 1990 et 2004.
- Meilleur classement général : 24e en 1993[1].
- Meilleur classement Descente : 9e en 2001[1].
- Meilleur résultat en Descente : 2e (à Garmisch-Partenkirchen en 1993 et 2001, à Wengen en 1995 et Kitzbühel en  1999)[2].
- Un podium en Super G : 3e à Garmisch-Partenkirchen en 1992[2].

### Championnats du monde juniors
Peter Rzehak ne participe qu'à une édition des Championnats du monde juniors de ski alpin, en 1988 à Madonna di Campiglio. Il y obtient deux médailles, deux troisièmes place en descente et super G.
| Épreuve / Édition | Madonna di Campiglio 1988 |
| Descente          | Bronze                    |
| Super G           | Bronze                    |
| Slalom géant      | 34e                       |
| Slalom            | 18e                       |
| Combiné           | 6e                        |